# Црква Светог цара Константина и Јелене (Бочац)
Храм Светог цара Константина и царице Јелене је парохијски храм Српске православне цркве који припада Епархији бањалучкој. Налази се у насељу Бочац, у близини Бања Луке, Република Српска, Босна и Херцеговина. Градња храма је започета 1999. године, док је храм освештан 2006. године. Црква припада парохији коју чине села — Бочац, Агино Село и Баљвине.